# Cal Queixalista
Cal Queixalista és una obra de Ripollet (Vallès Occidental) inclosa a l'Inventari del Patrimoni Arquitectònic de Catalunya.

## Descripció
Edifici a la cantonada dels carrers Duc de Tetuan, Doctor Figarola i dels Afores, aïllat i envoltat només de jardí. Amb una planta complexa, aquesta construcció compta amb diversos cossos, d'alçades distribuïdes en tres nivells, amb cobertes de teula, recolzades en ràfecs de fusta. Les obertures són rectangulars i d'arc escarser, amb marquesines, balconeres i decoració ceràmica. Cal remarcar el joc de volums creats a base de superposar tribunes i terrasses amb balustrada, així com el treball de forja de la porta d'accés practicada al mur de tancament de maó, entre dos pilars decorats amb ceràmica blava.

## Història
Cal Queixalista és una torre d'estiueig bastida durant els anys vint d'aquest segle per al Sr. Vila, dentista de Barcelona. En morir sense fills, va passar en testament a la seva fillola, Mercedes Villejos. Posteriorment fou venuda als actuals propietaris, la família Llargués.